# Boschidar Sarabojukow
Boschidar Sarabojukow (bulgarisch Божидар Саръбоюков, engl. Transkription Bozhidar Saraboyukov; * 6. August 2004 in Charmanli) ist ein bulgarischer Leichtathlet, der sich auf den Weitsprung spezialisiert hat und zu Beginn seiner Karriere auch im Hoch- und Dreisprung an den Start ging. 2025 wurde er in Apeldoorn Halleneuropameister im Weitsprung.

## Sportliche Laufbahn
Erste internationale Erfahrungen sammelte Boschidar Sarabojukow im Jahr 2020, als er bei den U20-Balkan-Meisterschaften in Istanbul mit übersprungenen 2,00 m den siebten Platz belegte. Im Jahr darauf gelangte er auch bei den U20-Balkan-Hallenmeisterschaften in Sofia mit 1,95 m auf den fünften Platz. Im Sommer erreichte er bei den U20-Balkan-Meisterschaften in Istanbul mit 1,98 m den neunten Platz im Hochsprung und gewann im Weitsprung mit 7,31 m die Silbermedaille. Anschließend siegte er bei den U18-Balkan-Meisterschaften in Kraljevo mit 7,35 m im Weitsprung und wurde mit 1,98 m Fünfter im Hochsprung. 2022 gewann er bei den U20-Balkan-Hallenmeisterschaften in Belgrad mit 7,42 m die Silbermedaille im Weitsprung und anschließend belegte er bei den Balkan-Hallenmeisterschaften in Istanbul mit 2,05 m den achten Platz im Hochsprung und gelangte mit 7,55 m auf Rang fünf im Weitsprung. Im Juni belegte er bei den Balkan-Meisterschaften in Craiova mit 7,59 m den siebten Platz im Weitsprung und anschließend siegte er mit 2,15 m und 7,78 m im Hoch- und Weitsprung bei den U20-Balkan-Meisterschaften in Denizli. Daraufhin sicherte er sich bei den U20-Weltmeisterschaften in Cali mit 2,10 m die Bronzemedaille im Hochsprung und wurde im Dreisprung mit 7,51 m Elfter. Im Jahr darauf belegte er bei den Halleneuropameisterschaften in Istanbul mit 7,97 m den vierten Platz im Weitsprung. Im Juni wurde er bei der 2. Liga der Team-Europameisterschaft im Rahmen der Europaspiele in Chorzów mit 7,78 m Dritter im Weitsprung. Im August gewann er bei den U20-Europameisterschaften in Jerusalem mit 8,22 m die Silbermedaille im Weitsprung und sicherte sich auch im Dreisprung mit 16,25 m die Silbermedaille. Kurz darauf verpasste er bei den Weltmeisterschaften in Budapest mit 7,74 m den Finaleinzug im Weitsprung.
2024 gewann er bei den Balkan-Hallenmeisterschaften in Istanbul mit 7,74 m die Bronzemedaille im Weitsprung hinter dem Kroaten Luka Ćurković und Andreas Trajkovski aus Nordmazedonien. Anschließend gelangte er bei den Hallenweltmeisterschaften in Glasgow mit 7,73 m auf den zehnten Platz. Ende Mai gewann er bei den Balkan-Meisterschaften in Izmir mit 8,12 m die Silbermedaille im Weitsprung hinter dem Griechen Miltiadis Tendoglou und belegte im Dreisprung mit 16,08 m den sechsten Platz. Kurz darauf belegte er bei den Europameisterschaften in Rom mit 8,08 m den sechsten Platz im Weitsprung. Im August verpasste er bei den Olympischen Sommerspielen in Paris mit 7,87 m den Finaleinzug. Im Jahr darauf siegte er mit 8,12 m bei den Balkan-Hallenmeisterschaften in Belgrad und stellte damit einen neuen Meisterschaftsrekord auf. Anschließend siegte er bei den Halleneuropameisterschaften in Apeldoorn in einem sehr engen Wettkampf mit 8,13 m und setzte sich damit um einen Zentimeter gegen den favorisierten Italiener Mattia Furlani durch. Im Juli gewann er bei den U23-Europameisterschaften in Bergen mit 8,21 m die Silbermedaille im Weitsprung hinter dem Franzosen Erwan Konaté und brachte in der Dreisprungqualifikation keinen gültigen Versuch zustande. Kurz darauf gewann er bei den Balkan-Meisterschaften in Volos mit 7,90 m die Silbermedaille hinter dem Griechen Miltiadis Tendoglou.
In den Jahren von 2022 bis 2025 wurde Sarabojukow bulgarischer Meister im Weitsprung im Freien sowie von 2022 bis 2024 in der Halle. Im Dreisprung wurde er 2023 und 2025 Landesmeister im Dreisprung im Freien sowie 2024 in der Halle und 2022 wurde er zudem Hallenmeister im Hochsprung.

## Persönliche Bestleistungen
- Hochsprung: 2,20 m, 10. Juli 2022 in Sofia
- Weitsprung: 8,22 m (+1,6 m/s), 8. August 2023 in Jerusalem (bulgarischer U20-Rekord)
- Dreisprung: 16,45 m, 17. Februar 2024 in Sofia